# جيسو سينجوبتا
جيسو سينجوبتا هو ممثل سينمائي ومقدم برامج تلفزيونية،  يعمل في الغالب في الأفلام البنغالية والهندية. ولدت سينجوبتا في كولكاتا. درس في مدرسة جوليان داي، حيث كان منغمسًا تمامًا في لعب الكريكت. حاصل على درجة في الاقتصاد من كلية هيرامبا تشاندرا، وبعد ذلك بدأ العمل في وكالة إعلانات.

## وصلات خارجية
- جيسو سينجوبتا على موقع IMDb (الإنجليزية)
- جيسو سينجوبتا على موقع قاعدة بيانات الفيلم (الإنجليزية)